# Nyresten
Nyresten eller urinvejssten er sten som dannes i nyren, og omfatter sten i nyrens hulrum og i urinlederen, det man kalder de øvre urinveje.
Nyrestenssygdom kan skyldes en lang række forskellige årsager, og dermed også sygdom af meget forskellig sværhedsgrad: fra et enkelt tilfælde med en lille sten som passerer af sig selv, til livslang svær sygdom med talrige indlæggelser og risiko for nyresvigt og død. Risikoen for at få nyresten på et eller andet tidspunkt i livet er 10-15 % for mænd og 3-5 % for kvinder. Dvs. en ud af ti mænd og én ud af 20 kvinder får nyresten. Har man én gang haft nyresten, er der 50 % risiko for at danne sten igen inden for de næste 10 år. Hvis man har fået sin første sten i ung alder, er risikoen endnu højere.
- Wikimedia Commons har flere filer relateret til Nyresten

| Sygdom | Spire Denne artikel om sygdom er en spire som bør udbygges. Du er velkommen til at hjælpe Wikipedia ved at udvide den. |